# Rhodothemis rufa
Rhodothemis rufa är en trollsländeart som först beskrevs av Jules Pièrre Rambur 1842.  Rhodothemis rufa ingår i släktet Rhodothemis och familjen segeltrollsländor. IUCN kategoriserar arten globalt som livskraftig. Inga underarter finns listade i Catalogue of Life.

## Bildgalleri

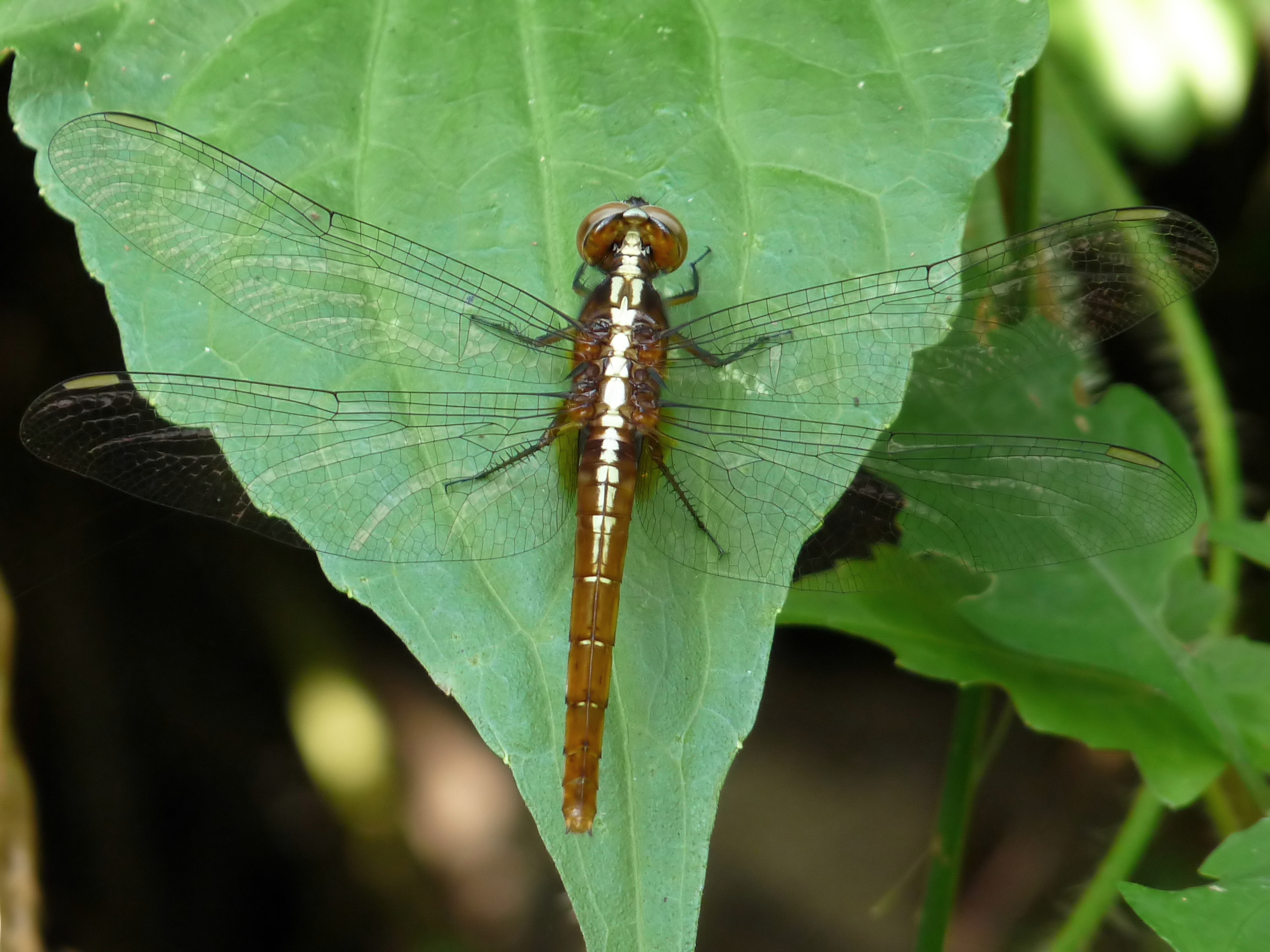
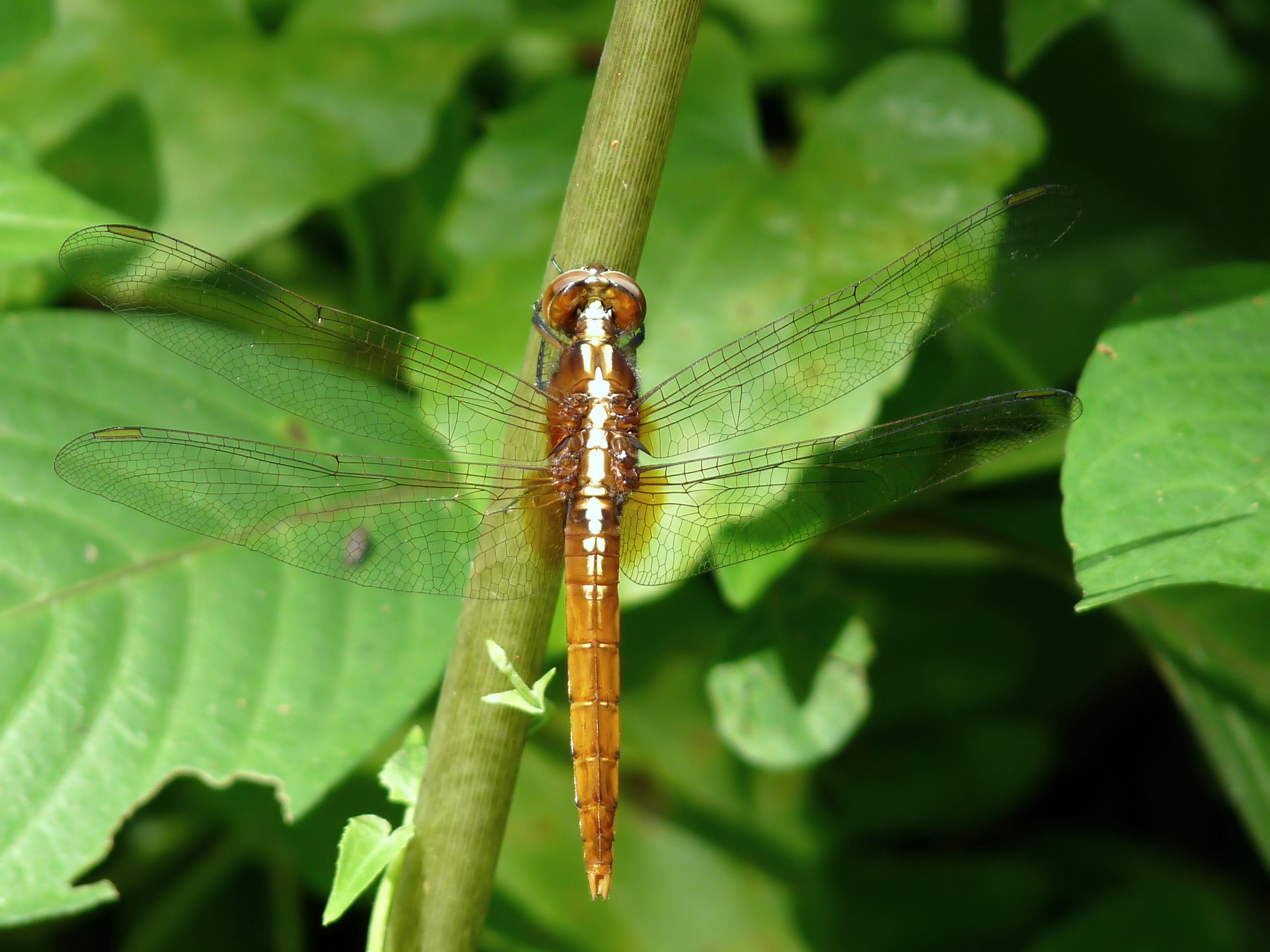
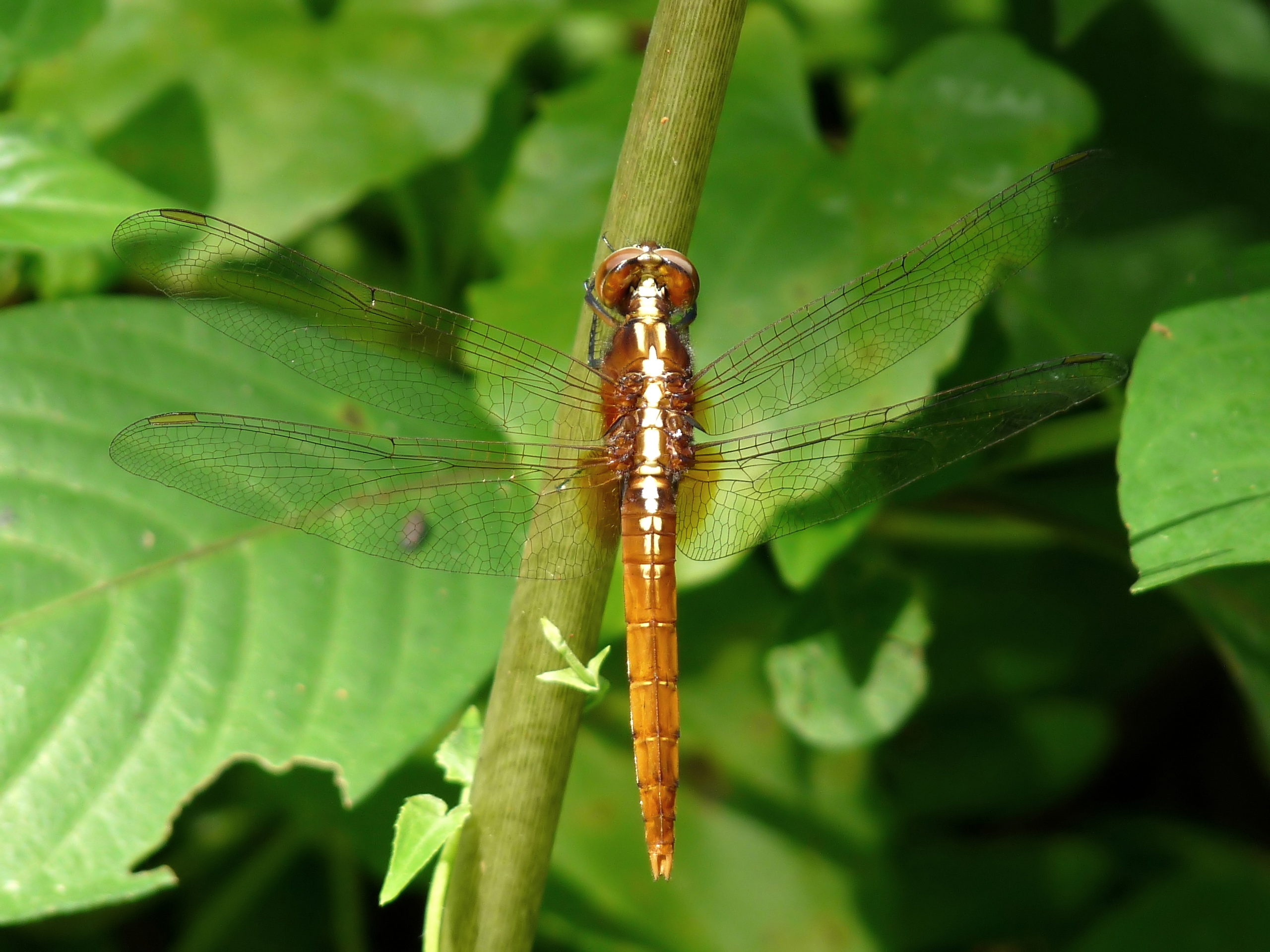